# John Playfair
Pour les articles homonymes, voir Playfair.
John Playfair (10 mars 1748 - 20 juillet 1819) est un scientifique écossais né à Benvie (Angus). Il est surtout connu pour avoir vulgarisé l'œuvre de son compatriote James Hutton, notamment sur la théorie selon laquelle certaines roches de la Terre se forment en profondeur à partir du magma (plutonisme).
Il est également fameux dans le monde anglo-saxon pour avoir reformulé le postulat d'Euclide sous une forme proche de celle que lui avait donnée le mathématicien antique Proclus. Ainsi, chez nos voisins anglais, l'axiome des parallèles est-il parfois désigné par l'expression axiome de Playfair.

## Biographie
Playfair est professeur de mathématiques puis professeur de physique à l'université d'Édimbourg.
Il publie une édition annotée des Éléments d'Euclide en 1795, dans laquelle il utilise une notation algébrique pour abréger les démonstrations. Il y introduit également l'axiome de Playfair, qui peut être considéré comme une reformulation du cinquième postulat d'Euclide. Cet axiome porte son nom bien que Proclos en soit l'auteur, ce que Playfair a toujours reconnu.
Après la mort de son ami James Hutton il écrit sa biographie qui au fil de sa composition devient une réponse aux critiques des théories géologiques de celui-ci : Illustrations of the Huttonian Theory of the Earth. Ce livre est publié en 1802 après cinq ans de travail et contient une reformulation et une clarification des idées de Hutton. Ce livre, ainsi que le soutien de Charles Lyell plus tard, permit de faire accepter l'uniformitarisme. D'autre part, Playfair fut sans doute le premier à fournir une explication claire de la formation des vallées en V par érosion fluviale ainsi que du transport de blocs erratiques par d'anciens glaciers.
Playfair devient membre de la Royal Society en 1807 et premier président de l'Astronomical Institution of Edinburgh en 1811.